# エジソン・ファイバード

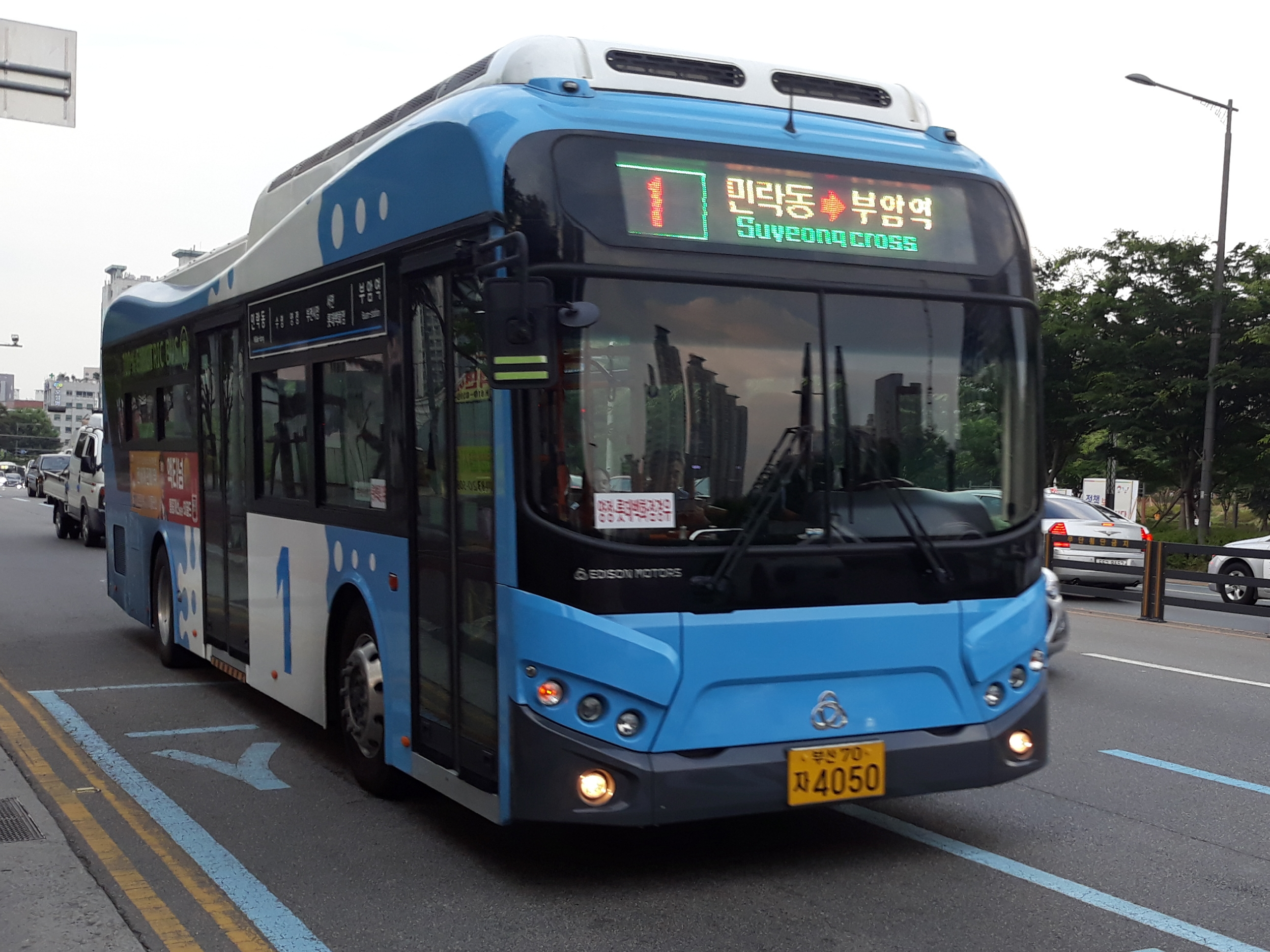
ファイバードの外観（韓国・釜山）

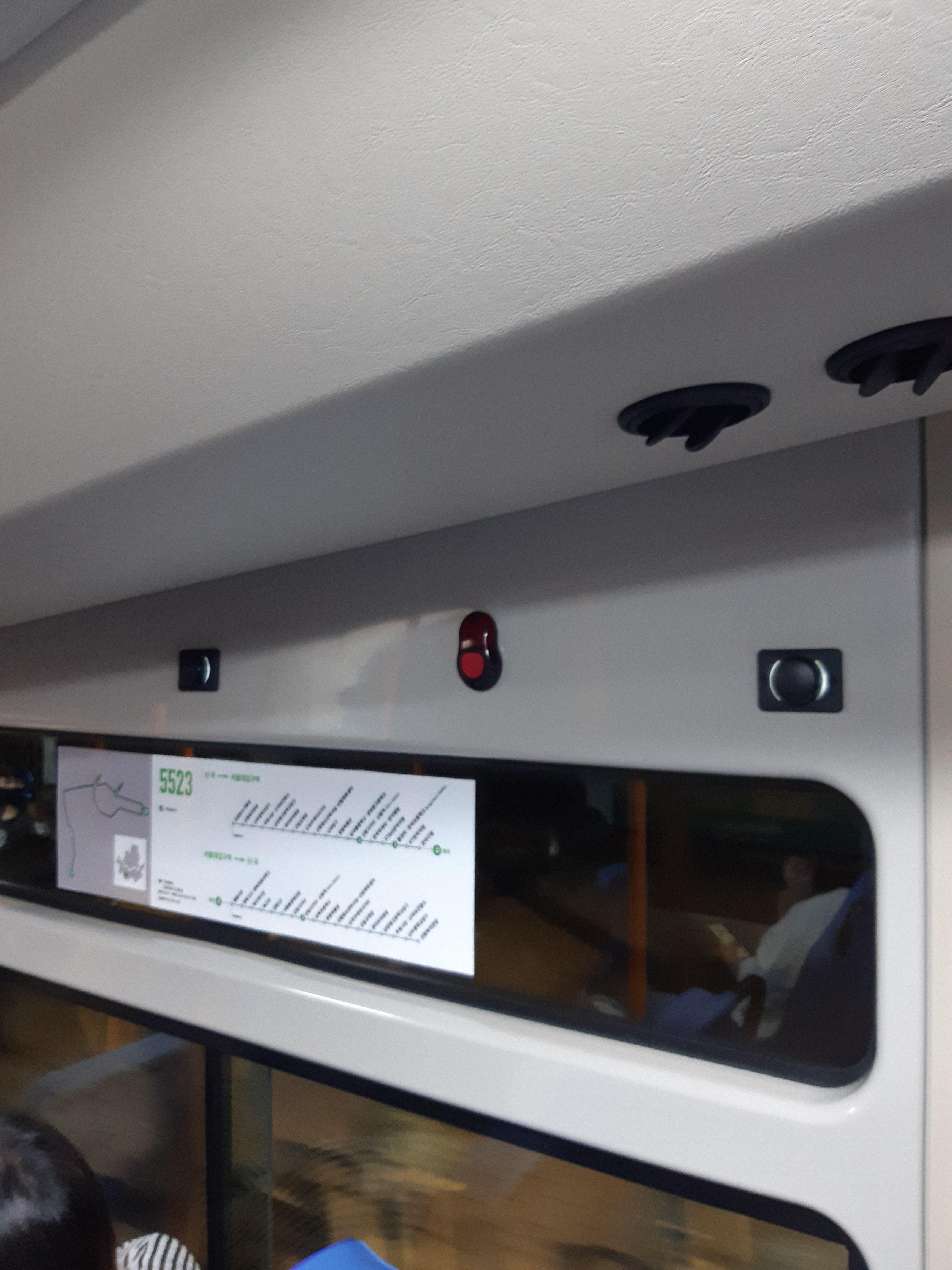
ソウル特別市内の携帯電話USB充電ポートが付いた車両

ファイバード（Fibird、朝鮮語:화이버드）は、韓国のエジソン・モータース（現:KGMコマーシャル）が製造していた低床バス車両。

## 概要
2014年、ファイバー・プリムスの後継モデルとして当時のファイバー社から発売。車体はガラス繊維とカーボン繊維剤を樹脂に含浸した炭素繊維強化プリプレグ複合素材（CFRP）を135℃以上の温度で成形して作製された。CFRPを使用することで同等比2.5トンの軽量化を達成し、火災時の煙や有毒ガスの排出が少なく、炎に強く、衝撃や摩耗、腐食に強い。前モデルのプリマスの曲線屋根をそのまま使用しながら、前面部と背面部には曲線より直線を使ったデザインが適用された。電気バスとCNGバスの2種類が販売されていたが、2017年1月にファイバー社がエジソンモータースに買収され、2021年にはエジソン・モーターズの新モデル「スマート110」に統合される形で生産を終了した。

## 仕様
仕様は以下の通り。単位はミリメートル(mm)。 
- 全長：11,050（日本仕様は11,065[2]）
- 全幅：2,495
- 全高：3,360（日本仕様は3,475[2]）
- ホイールベース：5,400
- トランスミッション：6速オートマチックトランスミッション
- 最高出力：290馬力/2,200 rpm
- 形式：GL11P/GX12P（CNG車）

## 日本国内における運行
日本国内においてはファイバードをベースに改造が施され、車体に東レ製のカーボンファイバーを、充電池に三菱重工業製の高性能リチウムイオン電池「MLiX」を採用する形で、2014年3月に福岡県の北九州市交通局が初導入。同年4月には同じ九州地方の薩摩川内市コミュニティバスが導入したものの、車両の故障が頻発したことでいずれも2019年3月に運用終了した。

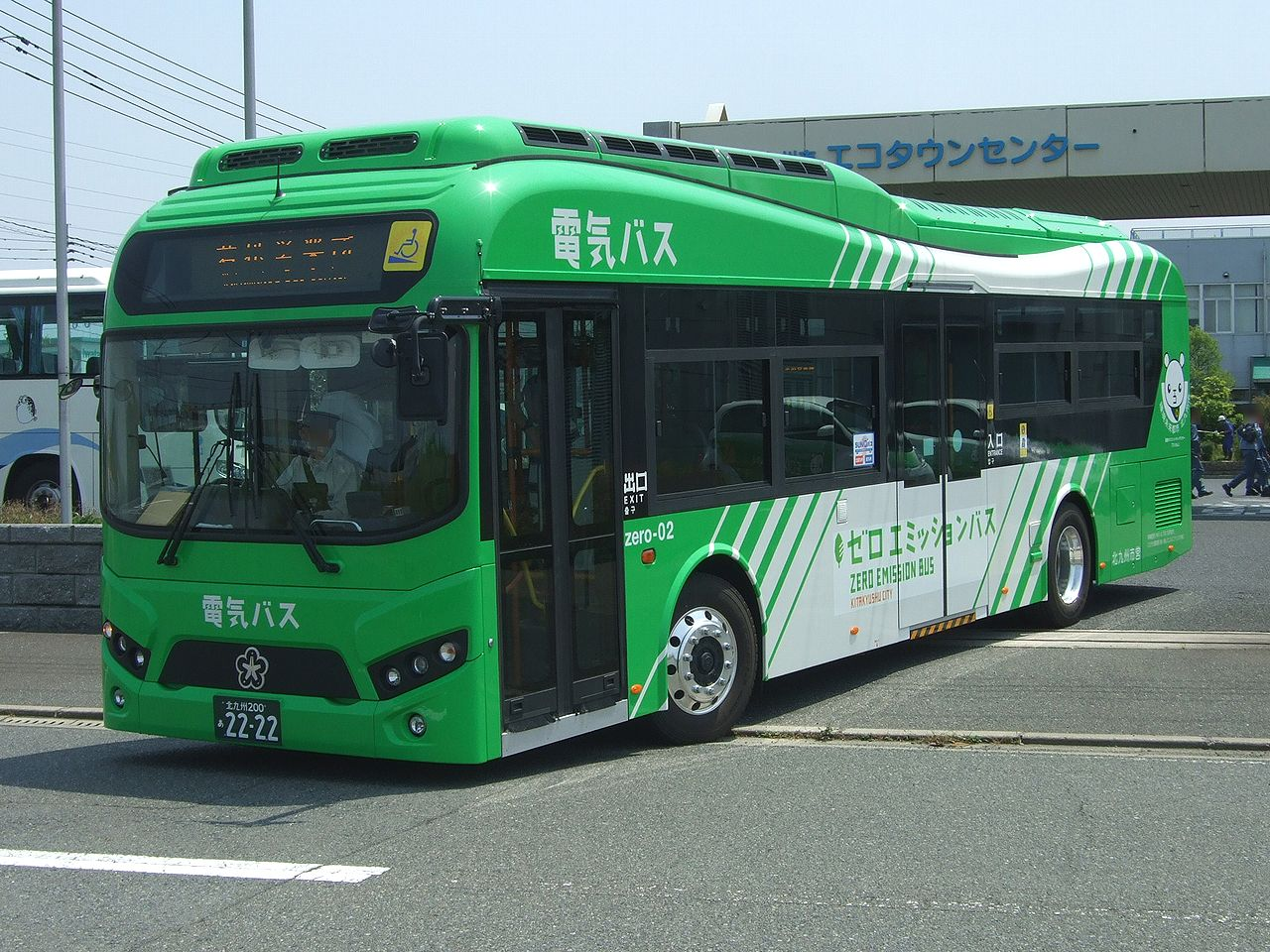
北九州市交通局
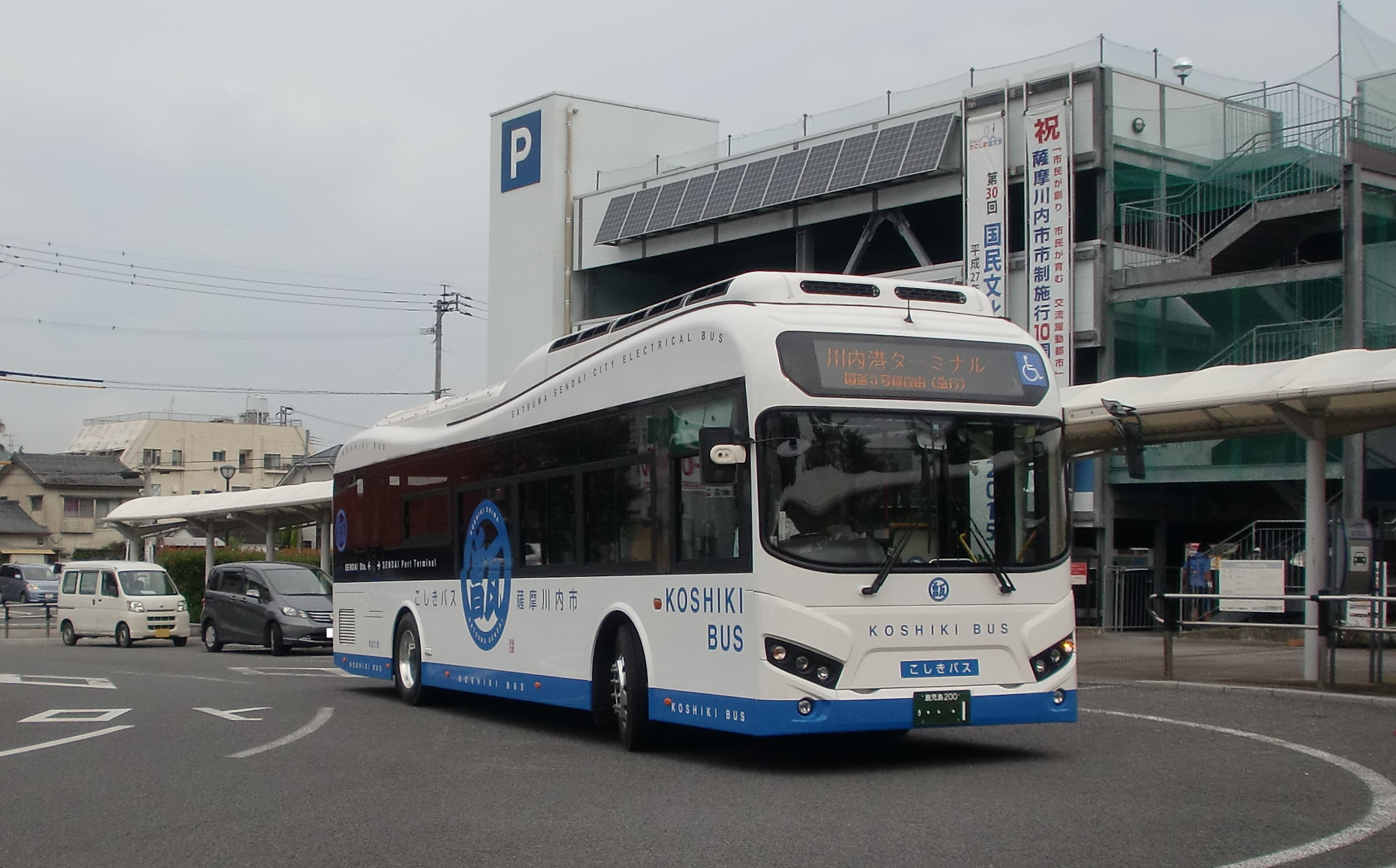
薩摩川内市コミュニティバス